# Achaz Stehlin

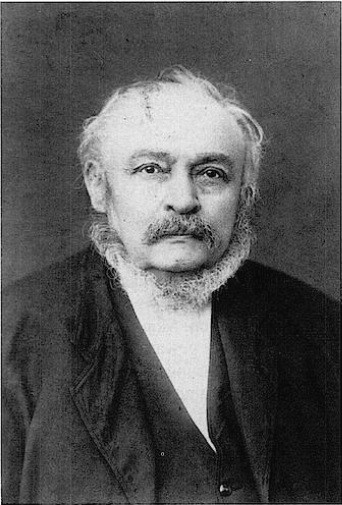
Achaz Stehlin

Achaz Stehlin (* 12. Juli 1808 in Rheinhausen-Niederhausen; † 24. April 1885 in Williamsburg, New York) war im Juni 1849 zweiter Vizepräsident der badischen verfassunggebenden Versammlung von 1849.

## Leben
Stehlin wurde als Sohn des Bauern Achaz Stehlin und dessen Ehefrau Francisca geboren. 1825 begann er in Freiburg das Studium der Philosophie und betätigte sich im Corps Rhenania Freiburg. Nachdem er auch zwei Semester Theologie studiert hatte, wandte er sich 1829 den Rechtswissenschaften zu und wurde 1833 Rechtspraktikant. Er ließ sich in Möhringen nieder, wo er die Wirtstochter Antonia Sonntag heiratete, mit der er einen Sohn und fünf Töchter hatte. 1845 lebte er in Ettenheim, wo er 1848 Vorstand des neu gegründeten Volksvereins wurde. Im Oktober 1848 fahndete die Polizei nach Stehlin, da ihm vorgeworfen wurde an der Zerstörung der Bahnlinie bei Ettenheim beteiligt gewesen zu sein. Republikaner wollten mit dieser Aktion die Truppen behindern, die zur Niederschlagung des Struve-Putsches in den Süden transportiert wurden. Stehlin floh ins elsässische Rhinau und agitierte von dort aus weiter für die Republik. Am 29. April 1849 wurde er bei einer Ettenheimer Bezirksversammlung der Volksvereine zum Delegierten für den Landesausschuss gewählt. Am 18. Mai ernannte ihn der Landesausschuss zum Zivilkommissar für den Amtsbezirk Ettenheim, d. h. zum lokalen Verwaltungschef der Revolutionsregierung. Am 2. Juni sandte Stehlin eine Exekutionstruppe nach Kippenheimweiler, da dieser Ort das 1. Aufgebot für die Volkswehr nicht bereitgestellt hatte. In diesem Zusammenhang töteten die Republikaner einen Bürger von Kippenheimweiler, wofür später auch Stehlin verantwortlich gemacht wurde.
Am 3. Juni wurde Stehlin im Wahlbezirk IX. Bezirk (Ettenheim, Lahr, Haslach, Wolfach) zu einem der vier Abgeordneten dieses Wahlbezirks in der badischen verfassunggebenden Versammlung gewählt. Diese Versammlung wählte ihn am 11. Juni zu ihrem zweiten Vizepräsidenten und am 13. Juni in den Verfassungsausschuss. Er leitete die 9. Sitzung sowie die 7. und 8. Sitzung der Versammlung teilweise.
Nach der Niederschlagung der Revolution floh Stehlin zunächst nach Straßburg. 1850 wanderte er nach Amerika aus, wo er in Williamsburg (Brooklyn) ein Gasthaus betrieb.
Am 19. Juni 1850 wurde Stehlin zu 12 Jahren Zuchthaus verurteilt. 1872 besuchte Stehlin nochmals seine Heimat und verstarb 1885 in den Vereinigten Staaten.
Die Stadt Ettenheim hat eine Straße nach ihm benannt.